# NGC 6314
NGC 6314 is een spiraalvormig sterrenstelsel in het sterrenbeeld Hercules. Het hemelobject werd op 6 juni 1863 ontdekt door de Duitse astronoom Albert Marth.

## Synoniemen
- UGC 10752
- MCG 4-40-22
- ZWG 139.44
- NPM1G +23.0443
- IRAS 17105+2319
- PGC 59838